# 小行星1913
小行星1913（1913 Sekanina）是一颗围绕太阳公转的小行星。1928年9月22日，卡爾·威廉·萊茵姆特在海德堡发现了此天体。
該小行星以美國天文學家茲德內克·塞卡尼納命名。
这颗小行星的绝对星等为35.24458590230832等。